# Ljubomir Iliew
Ljubomir Georgiew Iliew (englische Transkription Lyubomir Georgiev Iliev oder Lubomir Georgiev Iliev, bulgarisch Любомир Георгиев Илиев, * 20. April 1913 in Weliko Tarnowo; † 6. Juni 2000) war ein bulgarischer Mathematiker und Informatiker.

## Leben
Iliew studierte an der Universität Sofia Mathematik mit dem Abschluss 1936. Er wurde dort 1938 bei Nikola Obreschkow promoviert (Über die analytische Nichtfortsetzbarkeit von Potenzreihen). 1940 war er als Humboldt-Stipendiat an der Universität München bei Constantin Caratheodory und Oskar Perron. Nach seiner Promotion war er zunächst Lehrer und ab 1941 Assistent an der Universität Sofia. 1947 wurde er Privatdozent, 1949 außerordentlicher Professor und 1952 als Nachfolger von L. Twchakalow Professor für Analysis in Sofia.
Er befasste sich zunächst mit Analysis und später auch mit Numerischer Mathematik und Informatik. 1961 wurde er Direktor des ersten Rechenzentrums in Bulgarien als Teil des Instituts für Mathematik der Akademie der Wissenschaften. Dort entstand der erste bulgarische Computer Vitosha. 1963 wurde er Direktor des Instituts für Mathematik der Akademie der Wissenschaften.
1974 bis 1977 war er Präsident der Mathematischen Union des Balkans und 1972 bis 1977 Vorsitzender des wissenschaftlichen Rats des Banach Zentrums in Warschau. Er war auswärtiges Mitglied der Akademie der Wissenschaften der UdSSR (1976), der Akademie der Wissenschaften der DDR (1977) und Ehrenmitglied der Ungarischen Akademie der Wissenschaften. 1977 wurde er Ehrendoktor der TU Dresden.

## Ehrungen
1996 erhielt er den Computer Pioneer Award. 1958 wurde er korrespondierendes und 1967 volles Mitglied der Bulgarischen Akademie der Wissenschaften.

## Schriften
- Analytische Nichtfortsetzbarkeit und Überkonvergenze einiger Klassen von  Potenzreihen, Berlin 1960, Sofia 1961